# Gunnar Bergling
Nils Gunnar Bergling, född 6 juni 1944 i Enskede församling i Stockholm, är en svensk tidigare präst, numera pastor och författare.
Gunnar Bergling är son till kantorn och diakonen Rudolf Bergling (1913–1984) och Edna, född Styrelius (1913–1998), som båda var barn till Kinamissionärer och till Sverige inflyttade som tonåringar. Andra betydelsefulla andliga förebilder var farbrodern Wilhelm Bergling, farmodern Dagny Bergling och fastern Dagny-Edla Bergling. En annan farbror var Morris Bergling.
Han började sin teologiska bana inom Svenska kyrkan, prästvigdes för ärkestiftet 1972 och hade församlingstjänst i Kungsängens och Västra Ryds pastorat under 13 års tid. Influerad av Trosrörelsen i Sverige lämnade han prästämbetet och startade frikyrkoförsamlingen Arken i Kungsängen, där han är pastor tillsammans med sin hustru.
Gunnar Bergling är sedan 1985 gift med sin kollega Linda Bergling (född 1948).